# 有井川駅
有井川駅（ありいがわえき）は、高知県幡多郡黒潮町有井川にある、土佐くろしお鉄道（TKT）中村線の駅である。駅番号はTK33。

## 歴史
- 1970年（昭和45年）10月1日：国鉄中村線土佐佐賀駅 - 中村駅間延伸時に東大方駅（ひがしおおかたえき）として開設[1]。無人駅[2]。
- 1982年（昭和57年）11月15日：有井川駅（ありいがわえき）に改称[3]。
- 1987年（昭和62年）4月1日：国鉄分割民営化に伴い、JR四国の駅となる[3]。
- 1988年（昭和63年）4月1日：中村線が第三セクター土佐くろしお鉄道へ転換、同社の駅となる[3]。

## 駅構造
単式ホーム1面1線を有する地上駅。
無人駅。駅舎は無いが、ホーム上に待合室が設置されている。

## 利用状況
近年の1日平均乗降人員の推移は以下の通り。
| 乗降人員推移 | 乗降人員推移 |
| 年度         | 1日平均人数  |
| ------------ | ------------ |
| 2011年       | 15           |
| 2012年       | 13           |
| 2013年       | 12           |
| 2014年       | 12           |
| 2015年       | 13           |
| 2016年       | 17           |
| 2017年       | 9            |
| 2018年       | 11           |

## 駅周辺
- 国道56号
- 伊田簡易郵便局
- 黒潮町立伊田小学校
- 伊田保育所

## 隣の駅
土佐くろしお鉄道
■中村線
土佐白浜駅 (TK32) - 有井川駅 (TK33)  - 土佐上川口駅 (TK34)